# 외출 (1982년 드라마)
《외출》은 1982년 10월 23일에 방영된 TV문학관이다.

## 줄거리
평범한 가정주부 채원(김영애)은 생물 교사인 남편(김봉근)과 시골여행을 하기로 계획하고 다른 곳에 들렀다가 오겠다는 남편과 한 지방도시의 열차역에서 만나기로 약속한다. 역에서 남편이 타고 올 열차를 기다리던 채원은 결혼 전 잠시 사귀었던 남자(노주현)와 우연히 마주치게 되는데...

## 출연
- 김영애
- 노주현
- 김봉근
- 허옥숙
- 김순철
- 안영주
- 김성원
- 강효실
- 최명수
- 김소원
- 황범식
- 이진숙
- 임영식
- 유병준
- 이두섭
- 이나야
- 김채연
- 최용팔
- 이종민